# José Luis Rodríguez Francis
José Luis Rodríguez Francis (Ciudad de Panamá, Panamá, 19 de junio de 1998) es un futbolista panameño que juega en la posición de delantero en el Fútbol Club Juárez de la Liga MX, cedido por el Estrella Roja de Belgrado.

## Trayectoria

### Chorrillo F. C.
José Luis Rodríguez se formó en las categorías inferiores del Chorrillo F. C. y debutó como profesional en la Primera División de Panamá el 17 de julio de 2015 en la derrota 1 a 0 contra el Atlético Chiriquí en el Estadio San Cristóbal en donde fue suplente y entró al minuto 70 por Julián Velarde. Fue subcampeón de la LPF Apertura 2015 en donde perdieron la final 3 a 0 por penales tras quedar 1 a 1 en tiempos extras contra el C. D. Árabe Unido en el Estadio Rommel Fernández en donde no estuvo convocado, en dicho torneo jugó 8 partidos. Fue subcampeón nuevamente pero esta vez de la LPF Clausura 2016 en donde perdieron la final 1 a 0 contra el C. D. Plaza Amador en el Estadio Rommel Fernández en donde fue no estuvo convocado, en dicho torneo jugó 8 partidos y anotó un gol.

### K. A. A. Gante
El 23 de junio de 2016 fue anunciado su cesión al filial del K. A. A. Gante durante seis meses para, posteriormente, quedarse de manera definitiva en el club belga el 9 de diciembre de 2016. Estuvo con el filial del club belga hasta el 13 de septiembre de 2018.

### Deportivo Alavés
El 30 de agosto de 2018, tras abandonar el K. A. A. Gante II, firmó con el Deportivo Alavés hasta el 30 de junio de 2021, que lo cedió al equipo de su propiedad en Croacia, el N. K. Istra 1961 porque tenía la plaza de extracomunitarios llenas.

### N. K. Istra 1961
El 1 de septiembre de 2018 fue anunciado su cesión por el Deportivo Alaves al N. K. Istra 1961. Debutó con el club el 23 de septiembre en la derrota 2 a 4 contra el H. N. K. Hajduk Split en el Estadio Aldo Drosina en donde fue titular, anotó el primer gol del equipo y jugó todo el partido. En la Copa de Croacia 2018-19 jugó un partido en donde fueron eliminados en la segunda ronda en un marcador de 2 a 1 contra el NK Inter Zaprešić en el Stadion ŠRC Zaprešić en donde fue titular y jugó todo el partido. En la Primera Liga de Croacia 2018-19 jugó 8 partidos y anotó un gol en donde quedaron en la novena posición en los playoffs por la promoción del descenso.

### Deportivo Alavés B
El 30 de enero de 2019 terminó su cesión y regresó al conjunto vitoriano para jugar con el Deportivo Alavés B. Debutó con el club el 17 de febrero en la derrota 2 a 1 contra el Club Deportivo Santurtzi en el campo municipal San Jorge en donde fue titular y jugó todo el partido. En la Tercera División 2018-19 jugó 13 partidos y anotó 3 goles en donde quedaron de tercera posición del grupo VI y así logrando ascender a la Segunda División B tras ganar la promoción del ascenso 2 a 2 por el gol de visitante a la S. D. Tarazona. En la Segunda División B 2019-20 jugó 24 partidos y anotó dos goles en donde quedaron en la undécima posición del Grupo II.

### Deportivo Alavés
El 1 de agosto de 2020 fue ascendió al primer equipo del Deportivo Alavés. Debutó con el primer equipo el 10 de julio en un partido de la 35.ª jornada de Primera División ante el Real Madrid Club de Fútbol en el Estadio Alfredo Di Stéfano en donde fue suplente y entró al minuto 69 por Joselu. Ese fue el único partido que jugó y estuvo como suplente en 6 partidos en donde quedaron en la décima sexta posición así salvándose del descenso.

### C. D. Lugo
El 4 de septiembre de 2020 fue anunciada su cesión al Club Deportivo Lugo. Debutó con el club el 13 de septiembre en la derrota 2 a 0 contra el C. F. Fuenlabrada en el Estadio Fernando Torres en donde fue suplente y entró al minutó 73 por Carlos Pita González. En la Segunda División 2020-21 jugó 26 partidos y anotó dos goles en donde quedaron en la décima octava posición y se salvaron del descenso.

### Sporting de Gijón
El 30 de julio de 2021 fue anunciado su cesión al Real Sporting de Gijón, que se guardaba una opción de compra al final de la misma. Debutó con el club el 15 de agosto en la victoria 1 a 0 contra el Burgos C. F. en el Estadio El Molinón en donde fue suplente y entró al minuto 78 por Aitor García. En la Copa del Rey 2021-22 jugó 4 partidos en donde fueron eliminados en los octavos de final tras perder 2 a 4 en penales tras quedar 0 a 0 en los tiempos extras contra el Cádiz C. F. en el Estadio El Molinón en donde fue titular y jugó todo el partido. En la Segunda División 2021-22 jugó 35 partidos y anotó 3 goles en donde quedaron en la décima séptima posición así evitando el descenso.

### F. C. Famalicão
El 15 de agosto de 2022 fue anunciado como nuevo jugador del Futebol Clube Famalicão en donde el club pagó medio millón de euros por su pase y firmó contrato hasta el 30 de junio de 2026. Debutó con el club el 18 de septiembre en la derrota 1 a 0 contra el Casa Pia Atlético Clube en el Estadio Nacional de Portugal en donde fue suplente y entró al minuto 69 por Rúben Lima. El 2 de octubre, en su segundo partido con el equipo, marcó su primer gol en el fútbol portugués. En la Copa de Portugal 2022-23 jugó dos partidos y anotó un gol en donde fueron eliminados en las semifinales tras perder en un marcador global de 5 a 3 contra el F. C. Porto en donde no estuvo convocado por una lesión. En la Copa de la Liga de Portugal 2022-23 jugó un partido en donde fueron eliminados en la fase de grupos al quedar en la tercera posición del grupo H. En la Primeira Liga 2022-23 jugó siete partidos y anotó un gol en donde quedaron en la octava posición quedándose a unos pasos de clasificarse a competencia europeas. En la Copa de la Liga de Portugal 2023-24 jugó un partido en donde fueron eliminados en la cuarta ronda tras perder 2 a 0 contra el Sport Lisboa e Benfica en el Estádio da Luz donde fue titular y jugó hasta el minuto 73. En la Primeira Liga 2023-24 jugó 23 partidos y anotó un gol en donde quedaron en la octava posición quedándose a unos pasos de clasificarse a competencia europeas.

### Estrella Roja de Belgrado
El 21 de junio de 2024 fue anunciado como nuevo jugador del Estrella Roja de Belgrado, quien pagó dos millones de euros por su traspaso hasta el 30 de junio de 2027, con posibilidad de extender su contrato por una temporada más. Debutó con el club el 20 de julio de 2024 en la victoria 4-0 contra el FK Jedinstvo Ub en el Estadio Rajko Mitić en donde fue titular y jugó hasta el minuto 68.

## Selección nacional

### Selección absoluta
Hizo su debut con la selección absoluta de Panamá el 29 de mayo de 2018 en el empate 0 a 0 contra Irlanda del Norte en un partido amistoso en el Estadio Rommel Fernández en donde fue titular y jugó hasta el minuto 60. El 30 de mayo, el seleccionador Hernán Darío Gómez le convocó para el equipo final que disputaría la Copa Mundial de Fútbol de 2018. Fue titular en los tres partidos que jugó Panamá en la competición disputada en Rusia. En el último partido, en el que perdieron 2 a 1 frente a Túnez, provocó el primer gol del encuentro con un remate desde fuera del área que se desvió en Yassine Meriah. En la Copa de Oro de la Concacaf 2019 jugó 2 partidos en donde fueron eliminados en los cuartos de final tras perder 1 a 0 contra Jamaica en el Lincoln Financial Field en donde fue suplente todo el partido. En la Liga de Naciones de la Concacaf 2019-20 jugó 3 partidos en donde quedaron eliminados en la fase de grupos en donde quedaron en la segunda posición clasificándose a la copa oro. En la Copa de Oro de la Concacaf 2021 jugó 3 partidos y anotó 2 goles en donde quedaron eliminados en la fase de grupos en donde quedó en la tercera posición del grupo D. En la Clasificación de Concacaf para la Copa Mundial de Fútbol de 2022 jugó 16 partidos y dio una asistencia en donde quedaron en la quinta posición de la octagonal final quedándose a un paso del repechaje. En la Liga de Naciones de la Concacaf 2022-23 jugó 2 partidos en donde quedaron en el cuarto lugar tras perder 1 a 0 contra México en el Allegiant Stadium en donde no estuvo convocado. En la Liga de Naciones de la Concacaf 2023-24 jugó 6 partidos, anotó 2 goles y dio una asistencia en donde quedaron nuevamente en el cuarto lugar esta vez perdiendo 0 a 1 contra Jamaica en el AT&T Stadium en donde fue titular y jugó hasta el minuto 78. En la Copa América 2024 jugó un partido en donde fueron eliminados en los cuartos de final en donde perdieron 5-0 contra Colombia en el State Farm Stadium en donde no estuvo convocado porque en el partido contra Uruguay sufrió una lesión en el hombro.

### Goles internacionales
| Gol | Fecha                   | Lugar                                              | Oponente   | Anotación | Resultado | Competición               |
| --- | ----------------------- | -------------------------------------------------- | ---------- | --------- | --------- | ------------------------- |
| 1   | 5 de julio de 2021      | Exploria Stadium, Florida, Estados Unidos          | Granada    | 2-0       | 3-1       | Copa Oro 2021             |
| 2   | 5 de julio de 2021      | Exploria Stadium, Florida, Estados Unidos          | Granada    | 3-0       | 3-1       | Copa Oro 2021             |
| 3   | 13 de octubre de 2023   | Estadio Ergilio Hato, Willemstad, Curazao          | Curazao    | 0-2       | 1-2       | Liga de Naciones 2023-24  |
| 4   | 10 de noviembre de 2023 | Estadio Rommel Fernández, Juan Díaz, Panamá        | Costa Rica | 2-0       | 3-1       | Liga de Naciones 2023-24  |
| 5   | 6 de junio de 2024      | Estadio Rommel Fernández, Ciudad de Panamá, Panamá | Guyana     | 2-0       | 2-0       | Eliminatoria Mundial 2026 |
| 6   | 9 de junio de 2024      | Estadio Nacional, Managua, Nicaragua               | Montserrat | 1-3       | 1-3       | Eliminatoria Mundial 2026 |
| 7   | 18 de noviembre de 2024 | Estadio Rommel Fernández, Juan Díaz, Panamá        | Costa Rica | 2 - 0     | 2 - 2     | Liga de Naciones 2024-25  |

### Participaciones en Copas del Mundo
| Mundial                        | Sede  | Resultado      | Partidos | Goles |
| ------------------------------ | ----- | -------------- | -------- | ----- |
| Copa Mundial de Fútbol de 2018 | Rusia | Fase de grupos | 3        | 0     |
| Total                          | Total | Total          | 3        | 0     |

### Participaciones en Copa de Oro
| Copa             | Sede(s)                               | Resultado        | Partidos | Goles |
| ---------------- | ------------------------------------- | ---------------- | -------- | ----- |
| Copa de Oro 2019 | Estados Unidos - Costa Rica - Jamaica | Cuartos de final | 2        | 0     |
| Copa de Oro 2021 | Estados Unidos                        | Fase de grupos   | 3        | 2     |
| Total            | Total                                 | Total            | 5        | 2     |

### Participaciones en Liga de Naciones
| Copa                     | Sede       | Resultado      | Partidos | Goles |
| ------------------------ | ---------- | -------------- | -------- | ----- |
| Liga de Naciones 2019-20 | Concacaf   | Fase de grupos | 3        | 0     |
| Liga de Naciones 2022-23 | Concacaf   | Cuarto lugar   | 2        | 0     |
| Liga de Naciones 2023-24 | Concacaf   | Cuarto lugar   | 6        | 1     |
| Liga de Naciones 2024-25 | Subcampeón | 4              | 1        |       |
| Total                    | Total      | Total          | 15       | 2     |

### Participaciones en la Copa América
| Copa              | Sede           | Resultado        | Partidos | Goles |
| ----------------- | -------------- | ---------------- | -------- | ----- |
| Copa América 2024 | Estados Unidos | Cuartos de final | 1        | 0     |
| Total             | Total          | Total            | 1        | 0     |

## Clubes
| Club                            | País     | Año       | Partidos | Goles |
| ------------------------------- | -------- | --------- | -------- | ----- |
| Chorrillo F. C.                 | Panamá   | 2015-2016 | 16       | 1     |
| KAA Gante "II"                  | Bélgica  | 2016-2018 | 0        | 0     |
| N. K. Istra 1961 (cedido)       | Croacia  | 2018      | 9        | 1     |
| Deportivo Alavés "B"            | España   | 2019-2020 | 37       | 5     |
| Deportivo Alavés                | España   | 2020      | 1        | 0     |
| C. D. Lugo (cedido)             | España   | 2020-2021 | 26       | 5     |
| Real Sporting de Gijón (cedido) | España   | 2021-2022 | 39       | 3     |
| F. C. Famalicão                 | Portugal | 2022-2024 | 34       | 3     |
| Estrella Roja de Belgrado       | Serbia   | 2024      | 6        | 1     |
| F. C. Juárez (cedido)           | México   | 2024-     | 27       | 1     |